# Verjon
Verjon est une commune française du canton de Saint-Étienne-du-Bois, dans l'Ain, en région Auvergne-Rhône-Alpes.

## Géographie
Verjon se situe dans le Revermont.

### Voies de communication et transports

#### Transports en commun
Le conseil départemental a mis en place une ligne de cars reliant Bourg-en-Bresse à Verjon. Cette ligne (115), fait partie du réseau interurbain de l'Ain. L'arrêt desservant la commune se situe au village.

### Climat
Pour des articles plus généraux, voir Climat d'Auvergne-Rhône-Alpes et Climat de l'Ain.
En 2010, le climat de la commune est de type climat des marges montargnardes, selon une étude du CNRS s'appuyant sur une série de données couvrant la période 1971-2000. En 2020, Météo-France publie une typologie des climats de la France métropolitaine dans laquelle la commune est exposée à un climat semi-continental et est dans la région climatique Bourgogne, vallée de la Saône, caractérisée par un bon ensoleillement (1 900 h/an), un été chaud (18,5 °C), un air sec au printemps et en été et des vents faibles.
Pour la période 1971-2000, la température annuelle moyenne est de 11,1 °C, avec une amplitude thermique annuelle de 17,5 °C. Le cumul annuel moyen de précipitations est de 1 216 mm, avec 12,8 jours de précipitations en janvier et 8,6 jours en juillet. Pour la période 1991-2020, la température moyenne annuelle observée sur la station météorologique de Météo-France la plus proche, « Saint-Julien - Sa », sur la commune de Val Suran à 10 km à vol d'oiseau, est de 10,6 °C et le cumul annuel moyen de précipitations est de 1 349,8 mm,. Pour l'avenir, les paramètres climatiques de la commune estimés pour 2050 selon différents scénarios d'émission de gaz à effet de serre sont consultables sur un site dédié publié par Météo-France en novembre 2022.

## Urbanisme

### Typologie
Au 1er janvier 2024, Verjon est catégorisée commune rurale à habitat dispersé, selon la nouvelle grille communale de densité à 7 niveaux définie par l'Insee en 2022.
Elle est située hors unité urbaine. Par ailleurs la commune fait partie de l'aire d'attraction de Bourg-en-Bresse, dont elle est une commune de la couronne,. Cette aire, qui regroupe 80 communes, est catégorisée dans les aires de 50 000 à moins de 200 000 habitants,.

### Occupation des sols
L'occupation des sols de la commune, telle qu'elle ressort de la base de données européenne d’occupation biophysique des sols Corine Land Cover (CLC), est marquée par l'importance des territoires agricoles (58,5 % en 2018), en diminution par rapport à 1990 (66,3 %). La répartition détaillée en 2018 est la suivante : 
forêts (29,6 %), terres arables (29,2 %), zones agricoles hétérogènes (28,3 %), zones urbanisées (7,8 %), milieux à végétation arbustive et/ou herbacée (4 %), prairies (1 %).
L'évolution de l’occupation des sols de la commune et de ses infrastructures peut être observée sur les différentes représentations cartographiques du territoire : la carte de Cassini (XVIIIe siècle), la carte d'état-major (1820-1866) et les cartes ou photos aériennes de l'IGN pour la période actuelle (1950 à aujourd'hui).

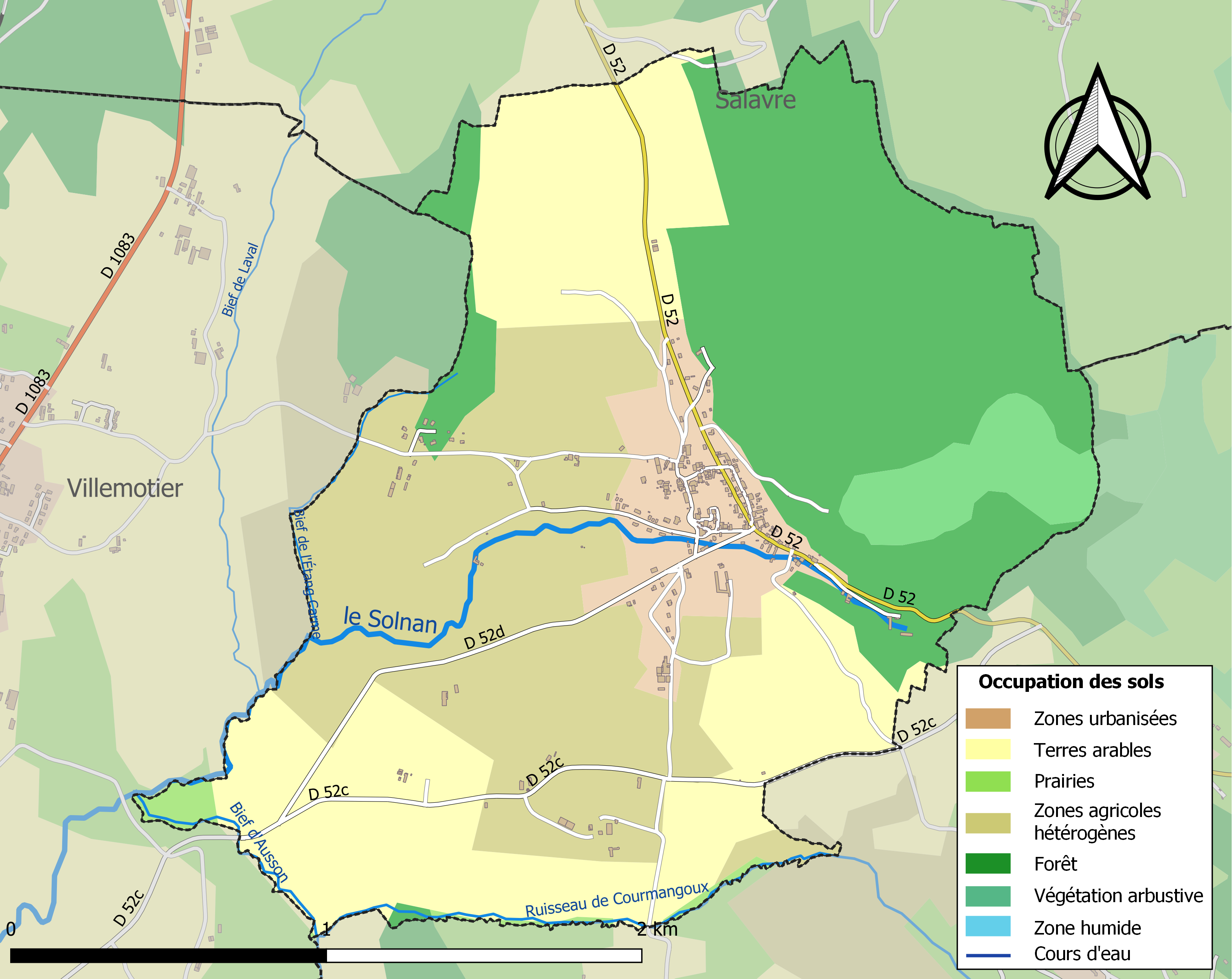
Carte des infrastructures et de l'occupation des sols de la commune en 2018 (CLC).

## Histoire

### Héraldique
| Blason de Verjon | Blason  | De gueules à la fleur de lys d'or. |
| Blason de Verjon | Détails |                                    |

### Faits historiques

#### Seconde Guerre mondiale

##### Le Grand Brûle
Durant la Seconde Guerre mondiale, le village de Verjon a été victime de représailles contre la résistance de la part des nazis. De nombreuses maisons ont été incendiées. On a appelé cet épisode « Le Grand Brûle ».
Cette terrible journée du 18 juillet 1944 où une colonne de l’armée allemande rafle, pille et brûle les villages du Revermont entre Coligny et Treffort : Cuisiat, Pressiat, les hameaux de Roissiat et de Chevignat, Verjon.
Les Allemands, furieux de l’intense activité de la Résistance dans ce secteur, en particulier celle de 1er bataillon de FTP du capitaine Cribeillet, et du soutien actif de la population, entreprennent cette opération qui finira en calamiteuse expédition de représailles.
Les habitants s’enfuient ou sont expulsés de leurs fermes, les animaux meurent brûlés dans leurs étables. De ce gigantesque autodafé, la lueur des incendies se voit loin dans la Bresse : c’est ce qu’on appellera « Le Grand Brûle ».
Le site-monument, fait de rectangles de pierre entremêlés qui symbolisent des poutres carbonisées s’écroulant sur les maisons, s’élève désormais sur le point géographique des villages incendiés, bien visible depuis la route de la corniche du Revermont, comme un rappel du mémorable « juillet rouge » et de la terrible réalité de la violence et de la guerre.

### Vie religieuse
Le village de Verjon a accueilli de nombreuses années une communauté capucine d’observance traditionnelle, maison du couvent Saint-François de Morgon (fondé en 1972).
De plus, des religieuses du couvent des Colinettes, ou couvent Sainte-Elizabeth de Roanne, ont vécu au château de Verjon de septembre 1659 à 1665, date à laquelle elles partent à Lyon.

## Politique et administration

### Découpage territorial
La commune de Verjon est membre de la communauté d'agglomération du Bassin de Bourg-en-Bresse, un établissement public de coopération intercommunale (EPCI) à fiscalité propre créé le 1er janvier 2017 dont le siège est à Bourg-en-Bresse. Ce dernier est par ailleurs membre d'autres groupements intercommunaux.
Sur le plan administratif, elle est rattachée à l'arrondissement de Bourg-en-Bresse, au département de l'Ain et à la région Auvergne-Rhône-Alpes. Sur le plan électoral, elle dépend du canton de Saint-Étienne-du-Bois pour l'élection des conseillers départementaux, depuis le redécoupage cantonal de 2014 entré en vigueur en 2015, et de la première circonscription de l'Ain pour les élections législatives, depuis le dernier découpage électoral de 2010.

### Administration municipale
| Période | Période  | Identité             | Étiquette | Qualité       |
| ------- | -------- | -------------------- | --------- | ------------- |
| 1995    | 2001     | Gilles Debost        |           |               |
| 2001    | 2014     | Marie-Pierre Laurent |           |               |
| 2014    | En cours | Philippe Jamme       | SE        | Fonctionnaire |

## Démographie
L'évolution du nombre d'habitants est connue à travers les recensements de la population effectués dans la commune depuis 1793. Pour les communes de moins de 10 000 habitants, une enquête de recensement portant sur toute la population est réalisée tous les cinq ans, les populations de référence des années intermédiaires étant quant à elles estimées par interpolation ou extrapolation. Pour la commune, le premier recensement exhaustif entrant dans le cadre du nouveau dispositif a été réalisé en 2008.

En 2022, la commune comptait 343 habitants, en évolution de +23,38 % par rapport à 2016 (Ain : +5,15 %, France hors Mayotte : +2,11 %).
| 1793 | 1800 | 1806 | 1821 | 1831 | 1836 | 1841 | 1846 | 1851 |
| ---- | ---- | ---- | ---- | ---- | ---- | ---- | ---- | ---- |
| 464  | 455  | 552  | 497  | 482  | 483  | 492  | 453  | 489  |

| 1856 | 1861 | 1866 | 1872 | 1876 | 1881 | 1886 | 1891 | 1896 |
| ---- | ---- | ---- | ---- | ---- | ---- | ---- | ---- | ---- |
| 433  | 436  | 446  | 439  | 429  | 401  | 413  | 401  | 378  |

| 1901 | 1906 | 1911 | 1921 | 1926 | 1931 | 1936 | 1946 | 1954 |
| ---- | ---- | ---- | ---- | ---- | ---- | ---- | ---- | ---- |
| 394  | 405  | 389  | 332  | 315  | 310  | 293  | 277  | 278  |

| 1962 | 1968 | 1975 | 1982 | 1990 | 1999 | 2006 | 2008 | 2013 |
| ---- | ---- | ---- | ---- | ---- | ---- | ---- | ---- | ---- |
| 237  | 205  | 187  | 209  | 235  | 192  | 237  | 250  | 259  |

| 2018 | 2022 | - | - | - | - | - | - | - |
| ---- | ---- | - | - | - | - | - | - | - |
| 311  | 343  | - | - | - | - | - | - | - |

## Économie

### Vignoble
Verjon fait partie de la zone d'appellation Coteaux-de-l'Ain Revermont. La production viticole est à présent majoritairement destinée à l'auto-consommation.

## Culture et patrimoine

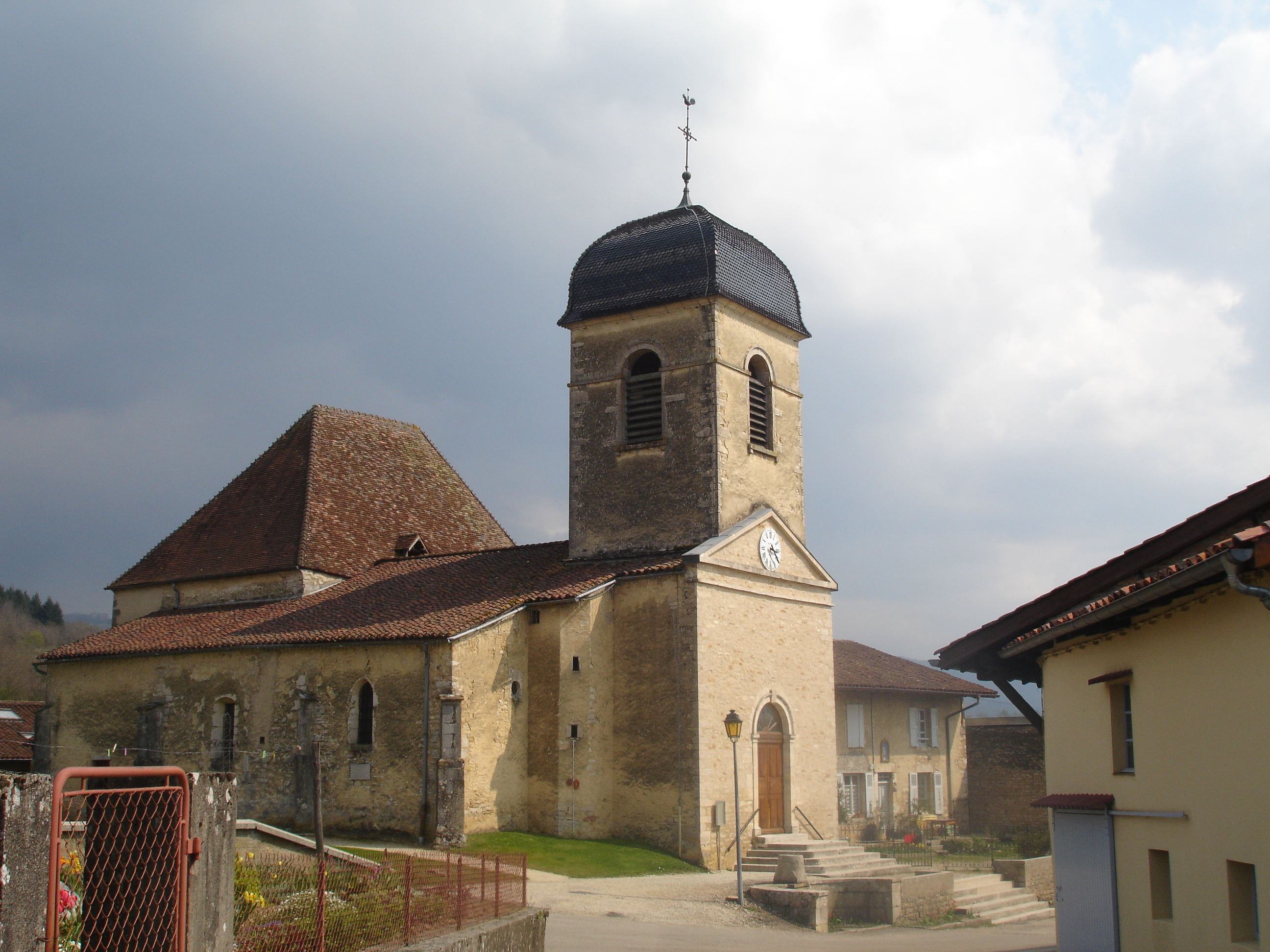
L'église de Verjon.

### Lieux et monuments
- Le lavoir.
- Le château du XIIIe siècle.
- L'église de Verjon, classée monument historique.

### Verjon dans la culture
- L'un des personnages du roman La Truite de Roger Vailland (habitant du proche village de Meillonnas) se surnomme Le père Verjon.

### Personnalités liées à la commune
- Abbé Thoiron, né à Verjon, a écrit sur l'histoire de la commune.
- Jean-Marc Caron, parapentiste, habite et s'entraîne à Verjon.
- François Picquet (prêtre sulpicien).
- Claude de Chalant, baron de Verjon, époux de Laurence Perrenot de Granvelle.
- Joachim de Châteauvieux est chevalier, baron de Verjon et de la Châtre, comte de Confolens, chevalier de l'Ordre du Saint-Esprit en 1583, chevalier d'honneur de la Reine Marie de Médicis, bailli de Bresse et de Bugey, gouverneur de Bourgogne, mort sans alliance le 13 janvier 1615.